# Dicranomyia (Dicranomyia) dingaan
Dicranomyia (Dicranomyia) dingaan is een tweevleugelige uit de familie steltmuggen (Limoniidae). De soort komt voor in het Afrotropisch gebied.